# Lyriothemis tricolor
Lyriothemis tricolor é uma espécie de libelinha da família Libellulidae. 
Pode ser encontrada nos seguintes países: Bangladesh, China, Índia, Japão, Myanmar e Taiwan.
Os seus habitats naturais são: florestas subtropicais ou tropicais húmidas de baixa altitude e regiões subtropicais ou tropicais húmidas de alta altitude. 
Está ameaçada por perda de habitat. 